# هانتر (اوهایو)
هانتر (به انگلیسی: Hunter) یک منطقهٔ مسکونی در ایالات متحده آمریکا است که در شهرستان وارن، اوهایو واقع شده‌است. هانتر ۴٫۲ کیلومتر مربع مساحت و ۱٬۷۳۷ نفر جمعیت دارد و ۲۷۰ متر بالاتر از سطح دریا واقع شده‌است.